# فلهلم هاينريش فاكنرودر
فلهلم هاينريش فاكنرودر (بالألمانية: Wilhelm Heinrich Wackenroder)، هو كاتب ألماني. ولد في برلين عام 1773، ومات في المدينة نفسها عام 1798. كان لفاكنرودر أثر كبير في مفهوم الفن لدى الرومانسيين الأوائل. فقد أعاد اكتشاف فنون العصور الوسطى من جديد وعمق التجربة الفنية فجعل منها تجربة دينية. وأصدر صديقه تيك كتاباته بعد أن مات في شبابه.

## أعماله
- فيضان قلب راهب محب للفن «Herzensergieβungen eines kunstliebenden Kunst» (تأملات أصدرها بالتعاون مع لودفيج تيك)
- خيلات عن الفن من أجل أصدقاء الفن «Phantasien über die Kunst Für Freunde der Kunst»

## روابط خارجية
- فلهلم هاينريش فاكنرودر على موقع الموسوعة البريطانية (الإنجليزية)